# Convenzione sulla diversità biologica
     Parti della convenzione
     Hanno firmato ma non ratificato
     Non hanno firmato

Parti della convenzione
Hanno firmato ma non ratificato
Non hanno firmato

La Convenzione sulla diversità biologica (CBD, dall'inglese Convention on Biological Diversity) è un trattato internazionale adottato nel 1992 al fine di tutelare la diversità biologica (o biodiversità), l'utilizzazione durevole dei suoi elementi e la ripartizione giusta dei vantaggi derivanti dallo sfruttamento delle risorse genetiche.

## Storia e generalità
Adottata a Nairobi, Kenya, il 22 maggio 1992, la Convenzione sulla diversità biologica è stata ratificata ad oggi da 196 paesi, chiamati spesso Parti dalla traduzione impropria del termine inglese Parties. La Convenzione è stata aperta alla firma dei paesi durante il Summit mondiale dei capi di Stato di Rio de Janeiro nel giugno 1992 insieme alla Convenzione quadro delle Nazioni Unite sui cambiamenti climatici ed alla Convenzione contro la desertificazione, per questo denominate le tre Convenzioni di Rio.
Con Andorra e lo Stato di Palestina, che hanno ratificato la CBD nel 2015 e lo stato di Sudan del Sud nel 2014, la Convenzione conta ora 196 Parti. I Paesi che mancano per poter definire la Convenzione veramente "globale" sono solamente il Vaticano e gli Stati Uniti d'America, i quali non l'hanno ancora ratificata. Da sottolineare però che gli Stati Uniti d'America hanno firmato la Convenzione nel 1993 e mantengono un ruolo sempre molto attivo nell'ambito dei lavori della Convenzione.
La Convenzione sulla biodiversità è considerata la più onnicomprensiva in quanto i suoi obiettivi si applicano praticamente a tutti gli organismi viventi della terra, sia selvatiche che selezionate dall'uomo.
Molte delle altre convenzioni o degli accordi internazionali hanno ambiti precisi, e spesso limitanti, dentro i quali lavorare come ad esempio liste di specie da proteggere o criteri precisi per la definizione di aree da porre sotto specifici regimi di tutela. Al contrario la CBD esprime degli obiettivi generali, lasciando agli stessi paesi la decisione di determinare gli obiettivi specifici e le azioni da realizzare a livello nazionale.

## Obiettivi
La CBD dunque non ha alcuna lista di specie da proteggere o siti da gestire; ha tre obiettivi primari:
1. la conservazione della diversità biologica,
2. l'uso sostenibile delle sue componenti, e
3. la giusta ed equa divisione dei benefici dell'utilizzo di queste risorse genetiche, compreso attraverso un giusto accesso alle risorse genetiche ed attraverso un appropriato trasferimento delle tecnologie necessarie.

Inoltre, nel secondo Summit della Terra tenutosi 10 anni dopo il primo nel 2002 a Johannesburg in Sudafrica, i governanti del mondo hanno dato alla Convenzione il mandato di ridurre significativamente la perdita di biodiversità entro il 2010, ossia il cosiddetto Obiettivo 2010 o 2010 Target.
Nel suo articolo 2, la convenzione spiega il termine diversità biologica come “la differenza tra i vari regni”.
Le risorse biologiche sono considerate “le risorse genetiche, gli organismi o parti di essi, le popolazioni, o ogni altra componente biotica degli ecosistemi con uso o valore reale o potenziale per l'umanità”.
Il termine biodiversità ha una grande rilevanza a livello politico e rappresenta una notevole innovazione per il lavoro di conservazione della natura. La biodiversità infatti in qualche modo rappresenta un gradino superiore rispetto a quella che un tempo era la conservazione delle specie o delle aree protette in quanto, per effettuarsi, deve integrarsi con le politiche sociali ed economiche.

### I servizi ecosistemici
La Convenzione nasce con un focus specifico sulla biodiversità. Con il passare degli anni, con l'evolversi dei programmi di lavoro e con l'aumento della consapevolezza dei forti legami fra le necessità delle popolazioni umane e il funzionamento degli ecosistemi, cresce di importanza il concetto -inizialmente solo accennato- dei servizi ecosistemici.
I servizi degli ecosistemi sono al momento al centro delle negoziazioni e delle decisioni di tutto il processo CBD. Si veda anche il Piano strategico per la biodiversità 2011-2020 e quanto spesso la biodiversità venga vista come un elemento chiave per mantenere la funzionalità degli ecosistemi, per aumentarne la resilienza ad eventi esterni (quali il cambio climatico, per assicurare cibo, acqua e altri elementi chiave per il benessere umano.
I servizi ecosistemici, così come definiti dalla Valutazione degli ecosistemi del millennio (Millennium Ecosystem Assessment), si raggruppano come segue:
| Definizione            | Esempi |
| ---------------------- | --- |
| Servizi di fornitura   | cibo (in special modo prodotti locali o tradizionali), acqua, legno e fibre, prodotti non legnosi delle foreste                       |
| Servizi di regolazione | stabilizzazione del clima, assesto idrogeologico, barriera alla diffusione di malattie, riciclo dei rifiuti, disponibilità dell'acqua |
| Servizi culturali      | i servizi relativi ai valori estetici, ricreativi e spirituali, turismo naturalistico o basato sul paesaggio                          |
| Servizi di supporto    | formazione di suolo, fotosintesi, riciclo dei nutrienti, purificazione dell'acqua                                                     |

## Il Piano strategico per la biodiversità 2011-2020 e i Target di Aichi
Alla decima Conferenza delle Parti della Convenzione, a Nagoya, Prefettura di Aichi, Giappone, è stato concordato il Piano strategico per la biodiversità 2011-2020 ed i relativi 20 obiettivi chiamati gli Aichi Target. Il 14 luglio 2014, il segreterariato della Convenzione sulla diversità biologica ha dichiarato che il Protocollo di Nagoya è stato ratificato da oltre 50 paesi ed è quindi entrato in vigore a tutti gli effetti.
La principale novità di questo piano, rispetto al vecchio piano strategico della Convenzione, è quella di rappresentare un punto di riferimento per tutto il sistema delle Nazioni Unite e non solo della Convenzione sulla Diversità Biologica.
Il Piano strategico per la biodiversità 2011-2020 viene anche denominato "Vivere in armonia con la natura" (living in harmony with nature) ed è così composto:
- I La ratio del piano: definisce che la biodiversità è un elemento essenziale per il funzionamento degli ecosistemi e per la fornitura di servizi ecosistemici. Riporta i tre obiettivi della Convenzione, e sottolinea, nonostante gli sforzi effettuati, il mancato raggiungimento dell'Obiettivo 2010. Sottolinea che il processo di perdita di habitat non è stato arrestato, e sottolinea l'importanza di iniziare (o rinforzare) le attività per contrastare il processo in corso.
- II La visione: la visione del piano è quella di un mondo che vive in armonia con la natura in cui "entro il 2050 la biodiversità è valorizzata, conservata, restaurata e ampiamente utilizzata, mantenendo i servizi ecosistemici, sostenendo un pianeta sano e che fornisce benefici essenziali per tutte le persone"
- III la missione del Piano Strategico: "intraprendere azioni efficaci e urgenti per fermare la perdita di biodiversità al fine di assicurare che entro il 2020 gli ecosistemi siano resilienti e continuino a fornire servizi essenziali, quindi mettendo al sicuro la varietà della vita nel pianeta e contribuendo al benessere umano e all'eradicazione della povertà. per assicurare ciò, le pressioni sulla biodiversità saranno ridotte, gli ecosistemi restaurati, le risorse biologiche utilizzate in maniera sostenibile e i benefici derivanti dall'utilizzazione delle risorse genetiche saranno condivise in maniera equa e solidale; risorse finanziarie adeguate saranno fornite, le capacità saranno migliorate, le questioni relative alla biodiversità ed alla sua valorizzazione faranno parte dei principali temi correnti, politiche appropriate saranno attuate e la presa delle decisioni sarà basata su basi scientifiche e sull'approccio precauzionale."
- IV Obiettivi strategici e i Target di Aichi: Il piano prevede 20 obiettivi specifici da raggiungere entro il 2015 o il 2020, raggruppati secondo 5 obiettivi strategici. Obiettivi e target comprendono sia aspirazioni di specifici obiettivi da raggiungere a livello globale, sia indicazioni di riferimento per l'identificazione di obiettivi nazionali. Le Parti sono invitate a individuare i loro obbiettivi all'interno di questo quadro di riferimento flessibile.
- V Attuazione, monitoraggio, revisione e valutazione: definisce i mezzi da utilizzare, come ad esempio
  - I Programmi di Lavoro tematici della Convenzione e dei vari cross-cutting issues;
  - L'ampliamento del supporto politico necessario attraverso attività nazionali interministeriali, ossia che coinvolgano non solo i ministeri dell'ambiente.
  - Il Partenariato a tutti i livelli, quindi anche attraverso il coinvolgimento di tutte le Organizzazioni delle Nazioni Unite in modo che il Piano Strategico contribuisca al raggiungimento di altri obblighi internazionali quali gli obiettivi di sviluppo del millennio.
  - Il reporting delle Parti alle varie Conferenze delle Parti e dei diversi gruppi di lavoro ad-hoc della Convenzione.
- VI Meccanismi di supporto: definisce i principali sistemi per aiutare i paesi, principalmente quelli in via di sviluppo, le piccole isole-stato, ed i paesi ambientalmente più vulnerabili o con le economie in transizione ad attuare il piano strategico. I meccanismi prevedono principalmente:
  - Capacity building;
  - Il meccanismo di clearing-house e il trasferimento delle tecnologie;
  - Risorse finanziarie;
  - Partenariati e iniziative per aumentare la cooperazione;
  - Meccanismi di supporto per la ricerca, il monitoraggio e le valutazioni.

| N.                     | Obiettivi Strategici e Aichi Target |
| ---------------------- | --- |
| Obiettivo strategico A | Risolvere le cause della perdita di biodiversità aumentando il rilievo della biodiversità all'interno dei programmi di governo e nella società. |
| Target 1               | Entro il 2020, per lo meno, la gente è sensibilizzata riguardo ai valori della biodiversità e dei passi necessari per conservarla ed usarla in maniera sostenibile. |
| Target 2               | Entro il 2020, per lo meno, i valori della biodiversità sono stati integrati nelle strategie di sviluppo, e nei processi di pianificazione, nazionali e locali e in quelli per la riduzione della povertà e sono stati incorporati nella contabilità e nei sistemi di reporting. |
| Target 3               | Entro il 2020, al più tardi, incentivi, compresi i sussidi, dannosi alla biodiversità vengono eliminati, o riformati in modo da minimizzare o evitare impatti negativi, gli incentivi positivi per la conservazione e l'uso sostenibile della biodiversità vengono invece sviluppati e applicati, in maniera coerente e in armonia con la Convenzione e altre obbligazioni internazionali e tenendo in considerazione le condizioni socioeconomiche dei paesi. |
| Target 4               | Entro il 2020, al più tardi, Governi, settore privato e stakeholders a tutti i livelli hanno intrapreso passi per raggiungere, o hanno attuato, piani per la produzione sostenibile ed hanno mantenuto l'impatto dell'uso delle risorse naturali al di sotto dei limiti di sicurezza ecologici. |
| Obiettivo Strategico B | Ridurre le pressioni dirette sulla biodiversità e promuovere l'uso sostenibile. |
| Target 5               | Entro il 2020, il tasso di perdita di tutti gli habitat naturali, incluse le foreste, è perlomeno dimezzato e, laddove possibile, portato ad un valore prossimo allo zero, e la degradazione e la frammentazione sono significativamente ridotte. |
| Target 6               | Entro il 2020 tutti gli stock di pesci e invertebrati e le piante acquatiche sono gestite e sfruttate in maniera sostenibile, legalmente e applicando approcci basati sugli ecosistemi in modo da evitare il sovrasfruttamento, piani di recupero sono in atto per tutte le specie a popolazioni ridotte (depleted), le attività di pesca non hanno impatti negativi significativi sulle specie minacciate e sugli ecosistemi vulnerabili e l'impatto delle attività di pesca sugli stock, sulle specie e sugli ecosistemi sono all'interno dei limiti di salvaguardia ecologica. |
| Target 7               | entro il 2020 le aree sottoposte ad attività agricola, forestale e di acquacoltura sono gestite sostenibilmente, assicurando la conservazione della biodiversità. |
| Target 8               | Entro il 2020, l'inquinamento, incluso quello proveniente dall'eccesso di nutrienti, viene portato a livelli di non detrimento per le funzioni ecosistemiche e per la biodiversità. |
| Target 9               | Entro il 2020, le specie aliene invasive ed i loro percorsi sono identificati e prioritizzati, le specie prioritarie vengono controllate o eradicate e le misure sono in atto per gestire i percorsi al fine di prevenire la loro introduzione ed il loro insediamento. |
| Target 10              | Entro il 2015, le multiple pressioni antropogeniche sulle scogliere coralline, e su altri ecosistemi vulnerabili impattati dal cambio climatico o dal processo di acidificazione degli oceani, sono minimizzati in modo da mantenere la loro integrità e funzionalità. |
| Obiettivo Strategico C | Migliorare lo stato della biodiversità attraverso la salvaguardia degli ecosistemi, delle specie e della diversità genetica. |
| Target 11              | Entro il 2020 almeno il 17% delle terre e delle acque interne, e il 10% delle aree marine e costiere, in special modo le aree di particolare importanza per la biodiversità e per i servizi ecosistemici, sono conservate attraverso un sistema gestito in maniera equa, ecologicamente rappresentativo e ben collegato di aree protette e altre misure efficaci basate sul territorio e integrate nel più ampio paesaggio terrestre e marino. |
| Target 12              | Entro il 2020 l'estinzione delle specie minacciate conosciute è stato prevenuto e il loro status di conservazione, particolarmente di quelli maggiormente in declino, è stato migliorato e sostenuto. |
| Target 13              | Entro il 2020 la diversità genetica delle piante coltivate e degli animali allevati e domesticati e dei loro 'parenti' selvatici, comprese altre specie socioeconomicamente e culturalmente importanti, è mantenuta e strategie sono state sviluppate e attuate per minimizzare l'erosione genetica e la salvaguardia della loro diversità genetica. |
| Obiettivo Strategico D | Aumentare i benefici derivanti dalla biodiversità e dai servizi ecosistemici per tutti. |
| Target 14              | Entro il 2020 gli ecosistemi che forniscono servizi essenziali, compresi i servizi legati all'acqua e che contribuiscono alla salute, alla sopravvivenza e al benessere, sono restaurati e salvaguardati tenendo in considerazione le necessità delle donne e delle comunità locali ed indigene e dei poveri e dei vulnerabili. |
| Target 15              | Entro il 2020 la resilienza degli ecosistemi ed il contributo della biodiversità alla fissazione del carbonio è stata aumentata attraverso la conservazione e la restaurazione, compreso attraverso la restaurazione di almeno il 15% degli ecosistemi degradati, contribuendo alla mitigazione del cambio climatico, all'adattamento e al contrasto al processo di desertificazione. |
| Target 16              | Entro il 2015 i Protocollo di Nagoya sull'accesso alle risorse genetiche e la giusta ed equa ripartizione dei benefici derivanti dalla loro utilizzazione è in vigore ed operativo, in accordo con le legislazioni nazionali. |
| Obiettivo Strategico E | Aumentare l'attuazione attraverso la pianificazione partecipata, la gestione delle conoscenze ed il capacity building. |
| Target 17              | Entro il 2015 ogni Parte della Convenzione ha sviluppato, adottato come strumento di politica attuativa, ed ha iniziato l'attuazione di una strategia nazionale per la biodiversità e dei piani d'azione efficaci e partecipativi. |
| Target 18              | Entro il 2020 le conoscenze tradizionali, le innovazioni e le pratiche delle comunità indigene e locali di rilievo per la conservazione e l'uso sostenibile della biodiversità, e per il loro utilizzo tradizionale delle risorse biologiche, sono rispettate, in accordo con le legislazioni nazionali e con le relative obbligazioni internazionali, e pienamente integrate nell'attuazione della Convenzione con la piena ed effettiva partecipazione delle comunità locali ed indigene a tutti i livelli.                                                                     |
| Target 19              | Entro il 2020 le conoscenze, la base scientifica e le tecnologie relative alla biodiversità, al suo valore, al suo funzionamento, al suo status ed ai suoi trend, così come le conseguenze della sua perdita, sono migliorate, ampiamente condivise e trasferite ed applicate. |
| Target 20              | Entro il 2020, al più tardi, la mobilizzazione delle risorse finanziari per un'attuazione efficace del Piano strategico per la biodiversità 2011-2020 da tutte le sorgenti, ed in accordo con il processo consolidato e concordato nella Strategia per la Mobilizzazione delle Risorse, dovrebbe crescere sostanzialmente dai livelli attuali. Questo target sarà soggetto a cambiamenti contingenti alle valutazioni delle risorse necessarie che si attueranno e che saranno messe a disposizione delle Parti.                                                                  |

### Il vecchio piano strategico della Convenzione
Il vecchio piano strategico della Convenzione fu definito durante la COP6 all'Aja, Olanda nel 2002. Il vecchio piano tracciava la rotta da seguire per gli anni successivi, ossia fino al 2010.
Il Piano Strategico conteneva:
- Sezione introduttiva: definisce che il Piano serve a guidare l'attuazione della Convenzione a livello nazionale, regionale e globale.
- Sezione A:
  1. informa che la perdita di biodiversità è in aumento,
  2. identifica le principali minacce alla biodiversità,
  3. sottolinea l'importanza della Convenzione quale strumento essenziale,
  4. presenta alcuni successi ottenuti, e
  5. presenta le sfide ancora aperte.
- Sezione B: sottolinea l'impegno delle Parti ad una più efficiente e coerente attuazione dei tre obiettivi della Convenzione per raggiungere, entro il 2010, una riduzione significativa dell'attuale tasso di perdita della biodiversità a livello globale, regionale e nazionale come contributo alla riduzione della povertà e a beneficio di tutta la vita sulla terra. Impegno che è poi diventato l'Obiettivo 2010 o 2010 Target.
- Sezione C: definisce i 4 goal ed i 4/6 obiettivi per ciascun goal del Piano Strategico.
- Sezione D: chiarisce che il Piano Strategico sarà messo in atto attraverso i Programmi di Lavoro, le Strategie Nazionali e gli altri strumenti ufficiali della Convenzione e delle Parti.
- Appendice: elenca i possibili impedimenti all'attuazione della Convenzione.

## Gli organi della Convenzione
La Conferenza delle Parti (o COP dall'inglese Conference of the Parties), ossia l'assemblea generale di tutti i paesi firmatari, è l'organismo che governa la Convenzione e che ne è responsabile per la sua realizzazione attraverso le decisioni che prende nelle riunioni biennali.
Al fine di assicurare un fondamento scientifico alle decisioni della COP, la Convenzione si è dotata di un organismo tecnico chiamato SBSTTA (dall'inglese Subsidiary Body for the Technical, Technological and Scientific Advice, ossia l'organo sussidiario per la consultazione scientifica, tecnica e tecnologica). I membri di questo organismo sono tecnici e scienziati specializzati nelle diverse aree di lavoro della Convenzione che si riuniscono due volte l'anno. Le riunioni del SBSTTA si tengono generalmente nella sede del Segretariato della Convenzione a Montréal in Canada.
Gli altri organi tecnici della Convenzione sono gli AHTEG e i gruppi di lavoro open ended.
Gli AHTEG, acronimo della forma inglese Ad Hoc Technical Expert Group, sono gruppi tecnici di lavoro ristretti a cui partecipano solo 2 esperti per ogni regione delle Nazioni Unite, scelti dal Segretariato sulla base dei Curricula proposti dalle Parti. Questi gruppi sono generalmente utilizzati per iniziare il lavoro tecnico in un programma o per sviluppare un tema specifico all'interno di un programma. Il risultato del lavoro di un AHTEG viene quindi presentato al SBSTTA, che ha la possibilità di modificarlo prima di presentarlo alla Conferenza delle Parti per eventuali ulteriori modifiche e approvazione finale.
Le riunioni degli AHTEG vengono generalmente svolti in paesi che si offrono di ospitare. Il Ministero dell'Ambiente e della Tutela del Territorio italiano ha ospitato un AHTEG sulla Responsabilità e il risarcimento in ambito di biosicurezza (Roma, 2002), sulla Biodiversità montana (Roma, 2003), ed uno sulla Valutazione del rischio in ambito biosicurezza (Roma, 2005).
La partecipazione ai gruppi di lavoro open ended, invece, è aperta a tutti i delegati che una Parte decide di nominare; questi gruppi continuano i lavori nel tempo fino al raggiungimento di una conclusione. I gruppi open ended presentano i risultati dei loro lavori direttamente alla Conferenza delle Parti. Al momento esistono solo 4 gruppi open ended attivi e sono quello sull'accesso alle risorse genetiche ed equa condivisione dei benefici, sull'Articolo 8(j) ossia sull'integrazione delle conoscenze tradizionali e delle comunità indigene nella gestione della biodiversità, sulla revisione del processo di implementazione della Convenzione stessa e sulle aree protette.
| COP   | Anno | Città           | Stato         | Punti principali in agenda |
| ----- | ---- | --------------- | ------------- | --- |
| COP1  | 1994 | Nassau          | Bahamas       | Guida al meccanismo finanziario; Programma di lavoro a medio termine |
| COP2  | 1995 | Giacarta        | Indonesia     | Biodiversità marina e costiera; Accesso alle risorse genetiche; Conservazione e uso sostenibile delle diversità biologica; Biosicurezza |
| COP3  | 1996 | Buenos Aires    | Argentina     | Biodiversità agricola; Risorse finanziarie e meccanismi; Identificazione, monitoraggio e assessment; Diritti di proprietà intellettuale |
| COP4  | 1998 | Bratislava      | Slovacchia    | Ecosistemi delle acque interne; Verifica delle operazioni della Convenzione; Articolo 8(j) e argomenti collegati (conoscenze tradizionali); Divisione dei benefici |
| COP5  | 2000 | Nairobi         | Kenya         | Ecosistemi di zone aride, mediterranee, semi-aride, praterie e savane; Uso sostenibile, compreso il turismo; Accesso alle risorse genetiche |
| COP6  | 2002 | L'Aia           | Paesi Bassi   | Ecosistemi forestali; Specie aliene; Divisione dei benefici; Piano strategico della convenzione 2002-2010 |
| COP7  | 2004 | Kuala Lumpur    | Malaysia      | Ecosistemi montani; Aree protette; Trasferimento di tecnologie e cooperazione tecnologica |
| COP8  | 2006 | Curitiba        | Brasile       | Biodiversità delle isole; Zone aride e sub-umide; Iniziativa Globale sulla Tassonomia; Accesso alle risorse Genetiche ed equa Condivisione dei Benefici (ABS); Articolo 8(j); Educazione, comunicazione e sensibilizzazione |
| COP9  | 2008 | Bonn            | Germania      | Biodiversità agricola, Strategia globale per la conservazione delle piante, Specie aliene invasive, Biodiversità forestale, Approccio ecosistemico, Progresso nell'attuazione del piano strategico per il raggiungimento dell'obiettivo 2010 e dei relativi obiettivi di sviluppo del millennio, risorse finanziarie e meccanismi di finanziamento |
| COP10 | 2010 | Nagoya          | Giappone      | Definizione del nuovo piano strategico della Convenzione |
| COP11 | 2012 | Hyderabad       | India         | |
| COP12 | 2014 | Pyeongchang     | Corea del Sud | |
| COP13 | 2016 | Cancún          | Messico       | |
| COP14 | 2018 | Sharm el-Sheikh | Egitto        | |
| COP15 | 2022 | Montréal        | Canada        | Kunming-Montreal Global biodiversity framework |
| COP16 | 2024 | Cali            | Colombia      | |
| COP17 | 2026 |                 | Armenia       | |

I gruppi di lavoro Open Ended, essendo a partecipazione molto più ampia, risultano più onerosi da ospitare, e vengono quindi generalmente organizzati nella sede del Segretariato a Montréal.
Il Ministero dell'Ambiente e della Tutela del Territorio italiano ha ospitato il primo Gruppo di Lavoro Open Ended sulle aree protette, con circa 700 esperti da tutto il mondo (Montecatini Terme, 2005).
Grazie anche al successo della prima riunione, il secondo Open Open Ended sulle Aree Protette si è tenuto a Roma dall'11 al 15 febbraio 2008, presso la sede della FAO.
La Conferenza delle Parti ha suddiviso il lavoro della Convenzione in programmi tematici e in aree di lavoro trasversali.

## I programmi della convenzione
I programmi tematici sono:
- Biodiversità agricola
- Biodiversità delle zone aride e sub-umide
- Biodiversità forestale
- Biodiversità delle acque interne
- Biodiversità marina e costiera
- Biodiversità delle isole
- Biodiversità montana

Le aree di lavoro trasversali sono:
- Accesso e divisione dei benefici
- Specie aliene
- Articolo 8(j): conoscenze tradizionali, innovazioni e pratiche
- Diversità biologica e turismo
- Cambiamenti climatici e diversità biologica
- Economia, commercio e incentivi
- Approccio ecosistemico
- Strategia globale per la conservazione delle piante
- Iniziativa di tassonomia globale
- Valutazione d'impatto
- Responsabilità e risarcimento
- Indicatori
- Aree protette
- Educazione e sensibilizzazione
- Uso sostenibile della biodiversità

### La conservazionein situedex situe il programma di lavoro sulle aree protette
Le attività di conservazione in situ (descritte in dettaglio nell'articolo 8 della Convenzione) sono quelle effettuate nell'ambiente naturale in cui le specie oggetto di conservazione vivono. Ne fanno quindi parte le attività e le politiche riguardanti le aree protette e le reti ecologiche, la gestione della fauna, le attività forestali e di gestione e conservazione della flora, le strategie e i piani di uso del suolo, e in maniera minore anche le politiche agricole e di pesca.
Il testo della Convenzione prevede che, in casi eccezionali, le attività di conservazione si possono svolgere al di fuori dall'ambiente naturale dei taxa specifici. Si parla quindi di pratiche ex situ (articolo 9). Ne fanno parte ad esempio le banche genetiche e le banche dei semi, le colture microbiche o tissutali in vitro, ma anche le attività di captive breeding di animali e/o piante con rilascio in natura, e quindi anche i più classici zoo, acquari e giardini botanici.
L'Articolo 2 della Convenzione definisce un'Area Protetta come "un'area geograficamente definita che è designata o regolata e gestita per raggiungere determinati obiettivi di conservazione".
Nonostante quello delle aree protette sembri essere uno dei temi trasversali di maggiore importanza per il raggiungimento del primo obiettivo della Convenzione, per decidere di sviluppare un programma di lavoro specifico si sono dovuti aspettare ben 12 anni da quando la Convenzione è stata presentata a Rio.
Il programma di lavoro sulle aree protette è stato infatti ufficialmente adottato dalla Convenzione con Decisione VII/28 durante i lavori della settima Conferenza delle Parti, dove ha rappresentato uno degli argomenti politicamente più difficili. Molti paesi partecipanti ai lavori della Convenzione infatti hanno sempre preferito dare enfasi ai programmi potenzialmente più "remunerativi", quali accesso alle risorse genetiche, il trasferimento di tecnologie, l?uso sostenibile ecc., piuttosto che a quelli più "costosi" come le aree protette.
La necessità di identificare un programma di lavoro chiaro e con obiettivi precisi, nasceva anche in quanto il Summit della Terra di Johannesburg nel 2002 (paragrafo 44, g del piano di implementazione) ha dato mandato ufficiale alla CBD di supportare iniziative per le aree hotspot e altre aree essenziali per la biodiversità e di promuovere lo sviluppo di reti ecologiche e corridoi sia a livello nazionale che regionale.
Il Segretariato CBD ha quindi organizzato un processo per la preparazione del testo del programma di lavoro. Il processo è iniziato con una riunione di un gruppo di esperti ad-hoc (AHTEG) che si è svolto a Tjarno, in Svezia, nel Giugno 2003, con il mandato di identificare una prima bozza del programma di lavoro sulle aree protette. Tale bozza è stata quindi revisionata dal SBSTTA nella sua nona riunione a Montréal per essere infine approvata dalla settima Conferenza delle Parti a Kuala Lumpur.
Il processo è stato influenzato dal fatto che, fra la riunione dell'AHTEG e quella del SBSTTA, si sia svolta a Durban, in Sudafrica il quinto Congresso Mondiale sui Parchi organizzato dall'IUCN. Al Congresso di Durban si è formato un ulteriore gruppo di lavoro che ha preparato una serie di indicazioni utili a migliorare la prima bozza del programma di lavoro appena preparato dall'AHTEG.
Il Programma di Lavoro sulle Aree Protette della CBD ha, come obiettivo principale, quello di:
supportare la designazione e la conservazione, entro il 2010 per le aree terrestri ed entro il 2012 per le aree marine, di sistemi nazionali e regionali completi, gestiti efficientemente, ed ecologicamente rappresentativi di aree protette che collettivamente contribuiscano, anche attraverso una rete globale, al raggiungimento dei tre obiettivi della Convenzione ed all'obiettivo 2010 di ridurre significativamente l'attuale tasso di perdita della biodiversità a livello globale, regionale, nazionale e sub regionale, e che contribuiscano a ridurre la povertà ed il raggiungimento di sviluppo sostenibile, supportando quindi gli obiettivi del Piano Strategico della Convenzione, il piano di realizzazione del WSSD e gli obiettivi di sviluppo del millennio.
Per dare enfasi al programma di lavoro sulle aree protette, che è parte integrante della strategia di conservazione in-situ, l'Italia ha finanziato e ospitato, nel giugno 2005 a Montecatini Terme, la prima riunione del gruppo di lavoro ad-hoc sulle aree protette. Alla riunione hanno partecipato più di 700 esperti da tutto il mondo ed i risultati sono stati poi presentati alla ottava Conferenza delle Parti di Curitiba, Brasile.
La proposta italiana di finanziare ed ospitare la riunione era nata durante la settima Conferenza delle Parti, nel 2004 a Kuala Lumpur, Malaysia, quando le negoziazioni sembravano avere raggiunto uno stallo sull'uso dei fondi della Convenzione. La riunione del gruppo sulle aree protette, fortemente voluto dai paesi dell'Unione Europea, non era fra le priorità di molti paesi e non sarebbe mai stato organizzato se l'Italia non si fosse offerta di finanziarlo.
Il successo della riunione di Montecatini ha fatto sì che l'ottava Conferenza delle Parti decidesse di proseguire le riunioni su finanziamento proprio, dando finalmente un vero e proprio avvio al lavoro della CBD sulle aree protette.
Nonostante questo avvio promettente, i lavori della CBD sulle Aree Protette hanno in realtà subito un arresto. Durante il secondo open ended sulle aree protette e la successiva riunione del SBSTTA, tenutisi a Roma presso la sede della FAO nel febbraio 2008, i principali temi in agenda hanno subito una vera e propria disfatta da parte di alcuni paesi.
La questione principale del contendere ha riguardato i criteri per l'identificazione, l'istituzione e la gestione di aree marine protette in aree oltre i confini delle giurisdizioni nazionali. Infatti, mentre è ormai stato acclarato che la competenza giuridica internazionale per tale scopo può ricadere solo all'interno dell'UNCLOS, è ancora poco chiaro se la CBD riuscirà ad ottenere un ruolo almeno consultivo di tipo scientifico.

## I principali strumenti della Convenzione

### Le Strategie nazionali e i piani d'azione
Il testo della Convenzione sulla Diversità Biologica specifica gli obblighi delle Parti:
- Sviluppare delle strategie nazionali, piani o programmi per la conservazione e l'uso sostenibile della diversità biologica [...].
- Integrare, per quanto possibile ed appropriato, la conservazione e l'uso sostenibile della diversità biologica nei piani di settore rilevanti, nei programmi e nelle politiche.

Nei piani e nelle strategie per la biodiversità, ogni Parte della Convenzione deve:
1. Identificare le componenti della diversità biologica importanti per la conservazione e l'uso sostenibile;
2. Effettuare un monitoraggio, attraverso campionamento o altre tecniche, sulle componenti della diversità biologica identificate nel paragrafo precedente, ponendo particolare attenzione a quella che necessita misure urgenti di conservazione e quelle che offrono il potenziale maggiore per uso sostenibile (quindi importanti da un punto di vista economico);
3. Identificare processi e categorie di attività che hanno o potrebbero avere degli impatti negativi importanti sulla conservazione e sull'uso sostenibile della diversità biologica ed effettuare un monitoraggio sui loro effetti attraverso campionamenti o altre tecniche;
4. Mantenere ed organizzare in forma utile ed accessibile i dati provenienti dalle attività in 1, 2 e 3.

Sulla base di queste indicazioni della Convenzione, molti paesi, spesso con l'aiuto dell'UNEP, hanno finalizzato ricerche e preparato studi di insieme sulla diversità biologica nazionale. Questi studi sono spesso preparati con l'aiuto di organizzazioni internazionali o nazionali specializzate e con il supporto economico, soprattutto nei paesi in via di sviluppo, di agenzie bilaterali o multilaterali di cooperazione allo sviluppo o del GEF, lo strumento finanziario della Convenzione.
Questi studi generalmente comprendono un'analisi della biodiversità del paese, dell'importanza delle varie componenti della biodiversità nell'economia nazionale e dei principali rischi che specifici settori della biodiversità corrono.
Sulla base dei primi studi nazionali sulla biodiversità (Bahamas, Canada, Costa Rica, Germania, Indonesia, Kenya, Nigeria, Polonia, Thailandia e Uganda), l'UNEP ha preparato un manuale per la preparazione degli studi nazionali della biodiversità. Secondo questo manuale, uno studio nazionale deve:
- Identificare le componenti della biodiversità importanti per la conservazione e l'uso sostenibile;
- Raccogliere e valutare i dati necessari per effettuare un monitoraggio delle componenti della biodiversità;
- Identificare i processi e le attività che mettono a rischio la biodiversità;
- Valutare le potenziali implicazioni economiche della conservazione e dell'uso sostenibile delle risorse biologiche (ossia i costi);
- Determinare il valore economico delle risorse biologiche e genetiche (ossia i benefici);
- Suggerire azioni prioritarie per la conservazione e l'uso sostenibile della biodiversità.

Dopo che lo studio nazionale è completato, il paese deve redigere una Strategia Nazionale per la Biodiversità. Ossia un documento che riassume le principali strategie che saranno messe in atto per la conservazione e l'uso sostenibile della biodiversità.
Alla preparazione della strategia nazionale seguono i Piani di Azione sulla biodiversità. Questi sono dei documenti che, settore per settore, identificano le azioni e gli obiettivi che si intendono mettere in atto, i modi e i tempi.
I Piani d'Azione vengono preparati sulla base degli studi e della strategia descritti in precedenza ma in partecipazione con i settori interessati. Il coinvolgimento dei settori interessati richiede un impegno gravoso ma importante al fine di integrare le necessità di conservazione della biodiversità nei diversi settori produttivi di un paese. Anche questo approccio partecipativo rappresenta una delle innovazioni della CBD.
L'insieme della strategia e dei piani d'azione sulla biodiversità viene spesso indicato con l'acronimo NBSAPs dall'inglese National Biodiversity Strategy and Action Plans.
Quindi, per fare degli esempi, il piano d'azione dell'agricoltura sarà un piano concertato insieme e in accordo con le associazioni di coltivatori, il sistema dei distributori, le associazioni dei proprietari terrieri, e le comunità locali (ad esempio comunità montane, comunità di bacino). Il piano dovrà identificare azioni per la conservazione e uso sostenibile della biodiversità agricola senza che ciò sia a discapito dell'economia rurale delle aree interessate.
Il piano d'azione della pesca dovrà coinvolgere le associazioni di pescatori e di tutta la filiera dei prodotti ittici e creare azioni per fare sì che le attività di pesca non intacchino lo stock delle specie target né abbiano un impatto sulla biodiversità marina in genere.
Quello dell'integrazione delle necessità di conservazione della biodiversità nelle politiche economiche di settore è al momento considerata da molti una delle sfide politiche più importanti per la conservazione. La Commissione europea, che ha finalizzato la strategia sulla biodiversità a livello di Comunità Europea nel febbraio 1998, ha identificato l'integrazione come una delle attività chiave della strategia.

### L'approccio ecosistemico
Un'altra grande innovazione della CBD è infatti quella di mettere in relazione la produttività di un ambiente naturale con la sua biodiversità. La convenzione, infatti, parte dal presupposto che il mantenimento della biodiversità di un dato ecosistema sia vitale per la produttività di questi ecosistemi e della loro capacità di fornire i servizi che servono all'uomo.
La Convenzione ha infatti elaborato l'"approccio ecosistemico", ossia una metodologia generale per l'attuazione della convenzione, che prevede la comunità umana come parte integrante degli ecosistemi e dei meccanismi che li regolano e non come "elemento disturbatore" dell'equilibrio naturale come secondo i criteri conservazionistici.
L'approccio ecosistemico è stato sintetizzato, durante la quinta conferenza delle parti, in 12 principi (vedi tabella) che possono essere sintetizzati in pochi punti salienti.
| N. | Principio |
| -- | --- |
| 1  | La gestione delle risorse naturali sono il risultato di una scelta sociale |
| 2  | La gestione dovrà essere decentralizzata, a partire dai livelli strutturali più bassi |
| 3  | La gestione deve tener conto degli effetti delle attività praticate nelle adiacenze |
| 4  | È necessario considerare l'ecosistema in un contesto economico |
| 5  | La gestione deve considerare attentamente e scientificamente la struttura, il funzionamento e la conservazione degli ecosistemi                                                                          |
| 6  | Gli ecosistemi devono essere gestiti entro i limiti delle loro funzioni |
| 7  | La programmazione delle attività negli ecosistemi deve prevedere scale spaziali e temporali adeguate |
| 8  | Si deve riconoscere la variabilità delle scale temporali e gli effetti ritardo che caratterizzano i processi degli ecosistemi, gli obiettivi devono essere identificati con una visione di lungo termine |
| 9  | Si deve accettare che il cambiamento dell'ecosistema è inevitabile |
| 10 | Bisogna stabilire un equilibrio tra la conservazione e l'uso della diversità biologica |
| 11 | Si deve tener conto di tutte le informazioni rilevanti, incluse quelle scientifiche, innovative e quelle provenienti dalle tradizioni indigene                                                           |
| 12 | Si devono coinvolgere tutti i settori sociali e scientifici di rilievo |

1. Le comunità che vivono in un'area sono responsabili della biodiversità che li circonda. Responsabilizzare le comunità locali riguardo alla gestione delle risorse naturali ha una serie di effetti positivi quali: a) le comunità locali posseggono una conoscenza migliore dei meccanismi dell'ambiente che li circonda; b) sono maggiormente interessate al mantenimento a mantenere la produttività di un ecosistema; c) devono essere coinvolte nel processo decisionale riguardo all'uso o meno di una data risorsa e d) devono essere parte della ripartizione dei benefici.
2. La sostenibilità si regge su tre pilastri: ambientale, economico e socio-culturale. Per garantire che la gestione di una risorsa sia durevole, tutti e tre gli ambiti devono essere rispettati, infatti nessuna attività potrebbe svolgersi se: a) crea un danno ambientale tale da compromettere lo sfruttamento della risorsa in futuro o addirittura la produttività dell'ecosistema; b) i costi totali dell'attività di sfruttamento sono maggiori dei ricavi c) l'impatto nella struttura sociale e culturale delle comunità locali è negativo.
3. Per gestire un ambiente bisogna unire le conoscenze scientifiche e quelle tradizionali. Quello di integrare le conoscenze scientifiche con i sistemi tradizionali di uso delle risorse ambientali si è rivelato un approccio necessario. Spesso le conoscenze ed i sistemi tradizionali sono il frutto di secoli di convivenza fra uomo ed ambiente: tempi e opportunità di osservazione che la scienza molto raramente si può permettere.
4. Attività di gestione devono essere attuate attraverso il sistema di adaptive management. Il sistema dell'adaptive management non è altro che la standardizzazione di un sistema di ciclo di progetto che consente di riorientare periodicamente le attività sulla base dei successi o degli errori che il progetto ha fatto.

Sulla base anche dell'approccio ecosistemico sono stati identificati i principi di Addis Abeba sull'uso sostenibile della biodiversità. Tali principi, discussi in una serie di workshop regionali e finalizzati ad Addis Abeba sono stati presentati, discussi ed approvati alla settima Conferenza delle Parti a Kuala Lumpur.
Anch'essi fanno riferimento ad un sistema di gestione di tipo adaptive management in quanto le conoscenze scientifiche che si hanno al momento non riescono ancora ad identificare dei meccanismi sicuri per garantire che l'uso di una componente della biodiversità sia veramente sostenibile.
I principi di Addis Abeba, quindi, pongono grande enfasi sul fatto che per utilizzare la biodiversità in maniera sostenibile bisogna monitorare la risorsa utilizzata in maniera periodica in modo da verificare continuamente che il prelievo non intacchi lo stock iniziale. Qualora si riscontri che le attività di prelievo abbiano un impatto troppo negativo allora le attività devono essere riorientate verso un prelievo più conservativo.

### Il meccanismo diClearing-House(CHM)
La CBD richiede alle Parti la creazione di un sistema per lo scambio delle informazioni: una vera e propria bacheca dove la domanda e l'offerta di informazioni e di esperienze si incontrano e si bilanciano.
Il meccanismo di Clearing-House, quindi, non prevede un sistema di informazione unidirezionale tradizionale dove la conoscenza generale sulla biodiversità viene trasferita da chi sa a chi non sa. Questo meccanismo prevede un sistema dinamico di scambio di informazioni fra chi ha avuto una esperienza o si è trovato di fronte ad un problema e chiunque voglia fare tesoro di tale esperienza e condividere le proprie.
Il termine, infatti, è stato mutuato da un meccanismo del mondo bancario chiamato appunto Clearing House o, in italiano, stanza di compensazione. Il CHM è il meccanismo che le banche utilizzano quando raccolgono gli assegni emessi, li suddividono per banca di emissione, sommano gli importi a debito e a credito in modo da trasferire in denaro contante solamente il totale in valore assoluto: evitando così molte duplicazioni.
Il meccanismo per lo scambio di informazioni ambientali intende quindi mettere a confronto esperienze fatte in un luogo in cui domanda e offerta si incontrano. Il fine principale e quello di evitare la duplicazioni degli sforzi (spesso la duplicazione degli errori più che la duplicazione dei successi) con un enorme risparmio di risorse.
Il CHM viene istituito in quanto la CBD riconosce l'importanza della ricerca scientifica e dell'avanzamento tecnologico nel miglioramento continuo del suo programma e nel raggiungimento dei propri obiettivi.
Molti paesi istituiscono la propria CHM attraverso un sito sterile e non dinamico in cui si cerca di trasferire alcune nozioni generali, senza stimolare alcuna interazione.